# Зрюкин, Владимир Васильевич
Владимир Васильевич Зрюкин (16 марта 1940 — 16 июля 2023) — российский деятель образования, ректор Ивановской государственной текстильной академии (1997—2007).

## Биография
Родился 16 марта 1940 года в Горьковской области в многодетной крестьянской семье, в которой был одиннадцатым ребенком.
Окончил Ивановский индустриальный техникум по специальности «Теплооборудование» (1957), Ивановский текстильный институт по специальности «Машины и аппараты производств в легкой и текстильной промышленности» (1964, с отличием) и очную аспирантуру МВТУ им. Н. Э. Баумана.
В 1968 году защитил кандидатскую диссертацию:
- Исследование построения процессов автоматической сборки на карусельных сборочных машинах : диссертация … кандидата технических наук : 05.00.00 / В. В. Зрюкин. — Москва, 1968. — 281 с. : ил.

После окончания техникума в 1957—1959 годах работал слесарем на Ивановской обувной фабрике «Трудовая Коммуна» и в Московском монтажном управлении треста «Промстромэнергомонтаж».
С 1967 года в Ивановском текстильном институте: ассистент, старший преподаватель, заведующий кафедрой начертательной геометрии и черчения, доцент и заведующий кафедрой технологии металлов и машиностроения, декан механического факультета (1978), проректор по учебной работе (1986), первый проректор (1993). В 1994 году присвоено учёное звание профессора.
С августа 1997 по август 2007 года ректор Ивановской государственной текстильной академии. В этот период в вузе было открыто 36 новых образовательных программ.
С 2007 года советник ректора ИГТА.
Автор более 140 научных и научно-методических публикаций. Главный редактор журнала «Известия вузов. Технология текстильной промышленности».
Заслуженный работник высшей школы Российской Федерации (04.03.2000). Почётный работник высшего профессионального образования Российской Федерации. Лауреат премии Правительства Российской Федерации в области науки и техники 2008 года — за научные основы и промышленное внедрение комплекса ресурсосберегающих технологий производства конкурентоспособных текстильных изделий в рыночных условиях. Награждён орденом «Знак Почёта».
Умер в Иванове 16 июля 2023 года после продолжительной болезни.

## Сочинения
- Размерные цепи текстильных машин : Учеб. пособие / В. В. Зрюкин. — Иваново : ИвТИ, 1981. — 78 с. : ил.; 20 см.
- История возникновения и развития текстильной промышленности : учеб. пособие для студентов, обучающихся по направлению подгот. «Технология и проектирование текстил. изделий» / В. В. Зрюкин, Г. Н. Горьков, А. Н. Смирнов. — Иваново : Иван. гос. текстил. акад., 2004 (Иван. обл. тип.). — 291 с. : ил., табл.; 22 см; ISBN 5-88954-138-2
- Сборник лабораторных работ по технологии машиностроения : учебное пособие / В. В. Зрюкин, Н. А. Можин ; Ивановская гос. текстильная академия. — Иваново : ИГТА, 2008. — 111 с.; 20 см; ISBN 978-5-88954-247-2
- Точность обработки деталей в машиностроении [Текст] : учебное пособие / В. В. Зрюкин ; М-во образования и науки Российской Федерации, Федеральное гос. бюджетное образовательное учреждение высш. проф. образования «Ивановская гос. текстильная акад.» (ИГТА). — Иваново : Ивановская гос. текстильная акад., 2012. — 191 с. : ил., табл.; 21 см; ISBN 978-5-88954-383-1
- Расчет и проектирование станочных приспособлений : учеб. пособие / Б. А. Вяткин, В. В. Зрюкин, Н. А. Можин ; Федер. агентство по образованию, Гос. образоват. учреждение высш. проф. образования «Иван. гос. текстил. акад.» (ИГТА). — Иваново : ИГТА, 2005. — 191 с. : ил., табл.; 20 см; ISBN 5-88954-178-1
- Расчет припусков и межпереходных размеров : Учеб. пособие / Б. А. Вяткин, В. В. Зрюкин, Н. А. Можин ; М-во образования Рос. Федерации. Гос. образоват. учреждение высш. проф. образования «Иван. гос. текстил. акад.». — Иваново : Иван. гос. текстил. акад., 2003. — 203, [1] с. : ил., табл.; 21 см; ISBN 5-88954-113-7